# اوا پاولیکووا
اوا پاولیکووا (اسلواکی: Eva Pavlíková؛ زادهٔ ۱۷ سپتامبر ۱۹۶۰) بازیگر اهل کشور اسلواکی است.